# ADRA1A
ADRA1A (англ. Adrenoceptor alpha 1A) – білок, який кодується однойменним геном, розташованим у людей на короткому плечі 8-ї хромосоми. Довжина поліпептидного ланцюга білка становить 466 амінокислот, а молекулярна маса — 51 487.
| 10         |  | 20         |  | 30         |  | 40         |  | 50         |
| ---------- |  | ---------- |  | ---------- |  | ---------- |  | ---------- |
| MVFLSGNASD |  | SSNCTQPPAP |  | VNISKAILLG |  | VILGGLILFG |  | VLGNILVILS |
| VACHRHLHSV |  | THYYIVNLAV |  | ADLLLTSTVL |  | PFSAIFEVLG |  | YWAFGRVFCN |
| IWAAVDVLCC |  | TASIMGLCII |  | SIDRYIGVSY |  | PLRYPTIVTQ |  | RRGLMALLCV |
| WALSLVISIG |  | PLFGWRQPAP |  | EDETICQINE |  | EPGYVLFSAL |  | GSFYLPLAII |
| LVMYCRVYVV |  | AKRESRGLKS |  | GLKTDKSDSE |  | QVTLRIHRKN |  | APAGGSGMAS |
| AKTKTHFSVR |  | LLKFSREKKA |  | AKTLGIVVGC |  | FVLCWLPFFL |  | VMPIGSFFPD |
| FKPSETVFKI |  | VFWLGYLNSC |  | INPIIYPCSS |  | QEFKKAFQNV |  | LRIQCLCRKQ |
| SSKHALGYTL |  | HPPSQAVEGQ |  | HKDMVRIPVG |  | SRETFYRISK |  | TDGVCEWKFF |
| SSMPRGSARI |  | TVSKDQSSCT |  | TARVRSKSFL |  | QVCCCVGPST |  | PSLDKNHQVP |
| TIKVHTISLS |  | ENGEEV     |  |            |  |            |  |            |

A: Аланін

C: Цистеїн

D: Аспарагінова кислота

E: Глутамінова кислота

F: Фенілаланін

G: Гліцин

H: Гістидин

I: Ізолейцин

K: Лізин

L: Лейцин

M: Метіонін

N: Аспарагін

P: Пролін

Q: Глутамін

R: Аргінін

S: Серин

T: Треонін

V: Валін

W: Триптофан

Кодований геном білок за функціями належить до рецепторів, g-білокспряжених рецепторів, білків внутрішньоклітинного сигналінгу, фосфопротеїнів. 
Задіяний у такому біологічному процесі, як альтернативний сплайсинг. 
Локалізований у клітинній мембрані, цитоплазмі, ядрі, мембрані.